# Abu l-Wafa Muhammad al-Buzjani
Abu l-Wafā Muhammad ibn Muhammad ibn Yahya ibn Ismāʿīl al-Būzjānī (in persiano ابوالوفا بوزجانی‎; Nīshāpūr, 10 giugno 940 – Baghdad, 997 o 998) è stato un matematico e astronomo persiano.
Realizzò un quadrante a muro per accurate misure astronomiche della declinazione delle stelle; introdusse inoltre la funzione trigonometrica tangente, migliorò i metodi di calcolo delle tavole trigonometriche ed affrontò problemi geometrici relativi alle sfere trigonometriche. 
A lui sono attribuite le seguenti identità trigonometriche:
{\displaystyle \sin(a+b)=\sin(a)\cos(b)+\cos(a)\sin(b),}
{\displaystyle \cos(2a)=1-2\sin ^{2}(a),}
{\displaystyle \sin(2a)=2\sin(a)\cos(a).}
Egli scoprì inoltre la formula dei seni valida in geometria sferica (analoga al teorema dei seni per la geometria piana):
{\displaystyle {\frac {\sin(A)}{\sin(a)}}={\frac {\sin(B)}{\sin(b)}}={\frac {\sin(C)}{\sin(c)}}.}
Nel 959 egli si trasferì in Iraq, dove studiò la matematica e si specializzò nel campo della trigonometria. Scrisse una serie di libri, la maggior parte dei quali è andata perduta. Studiò inoltre i moti della Luna; in suo onore, in epoca moderna, è stato battezzato sulla superficie del satellite il cratere Abul Wáfa.